# Virtuelle Fachbibliothek Germanistik
Die Virtuelle Fachbibliothek Germanistik – Germanistik im Netz (GiN) war eine virtuelle Fachbibliothek, die wissenschaftliche Internet-Recherche nach germanistisch relevanter Fachinformation ermöglichte. Als Sondersammelgebietsbibliothek für das Fach Germanistik war die Universitätsbibliothek Johann Christian Senckenberg in Frankfurt am Main für den Aufbau und die Koordination des Projektes verantwortlich. 
Der Aufbau des Portals wurde unterstützt von der Deutschen Forschungsgemeinschaft (DFG) (Projektlaufzeit: 1. November 2004 – 31. Oktober 2008).
Die Virtuelle Fachbibliothek Germanistik richtete sich vorrangig an Germanistinnen und Germanisten in Forschung, Lehre und Studium. Mit einem Mausklick wurde eine katalogübergreifende Suche nach ausgewählten digitalen und konventionellen Medien und weiteren germanistikrelevanten Informationen gestartet. Dazu haben sich wichtige Fachinformationsversorger aus dem deutschen Sprachraum zu einem Projektverbund vereinigt und steuerten ihre Bestände, Ideen und Kompetenzen bei.
Mit Start des Fachinformationsdienstes (FID) Germanistik wurde das Portal in das Portal des FID überführt. Sämtliche Funktionalitäten stehen im FID Germanistik weiter zur Verfügung.